# Paspalum tillettii
Paspalum tillettii är en gräsart som beskrevs av Gerrit Davidse och Fernando Omar Zuloaga. Paspalum tillettii ingår i släktet tvillinghirser, och familjen gräs. Inga underarter finns listade i Catalogue of Life.